# Cardenius unicolor
Cardenius unicolor är en insektsart som först beskrevs av Vitaly Michailovitsh Dirsh 1966.  Cardenius unicolor ingår i släktet Cardenius och familjen gräshoppor. Inga underarter finns listade i Catalogue of Life.